# Carljörg Lacherbauer
Carl Hannsjörg „Carljörg“ Lacherbauer (* 23. Juni 1902 in München; † 30. März 1967 in Bad Tölz) war ein deutscher Jurist, Verwaltungsbeamter und Politiker (CSU, BP).

## Leben und Beruf
Nach dem Abitur studierte Lacherbauer Rechts- und Staatswissenschaften sowie Volkswirtschaft und Geschichte an der Ludwig-Maximilians-Universität München. Er promovierte 1928 zum Dr. jur., bestand 1929 das zweite juristische Staatsexamen und trat anschließend in den Justizdienst ein. In den folgenden Jahren war er bis 1945 als Gerichtsassessor, Staatsanwalt und Amtsgerichtsrat in München tätig. Seit 1949 arbeitete er als Notar in Bad Tölz. 1951 wurde er nichtberufsrichterliches Mitglied und Stellvertreter des Bayerischen Verfassungsgerichtshofes. Von 1956 bis 1966 war er Präsident der Bayerischen Landesbodenkreditanstalt.

## Politik
Nach dem Zweiten Weltkrieg beteiligte sich Lacherbauer an der Gründung der Christlich-Sozialen Union in Bayern (CSU). Von 1945 bis 1946 war er Mitglied des Vorläufigen Landesausschusses und von 1947 bis zu seinem Rücktritt am 1. Dezember 1948 Mitglied des Landesvorstandes der Partei. Er gehörte seit 1945 dem Münchner Stadtrat an und übernahm im Dezember 1945 kommissarisch das Amt des Dritten Bürgermeisters der Stadt, das er bis Januar 1947 innehatte. Von 1954 bis 1956 war er erneut Stadtrat in München.
Lacherbauer war 1946 Mitglied der Verfassunggebenden Landesversammlung Bayerns und von 1946 bis 1958 Abgeordneter des Bayerischen Landtages. Vom 18. Juli 1947 bis zu seinem Rücktritt am 1. Dezember 1948 amtierte er als Staatssekretär im Bayerischen Staatsministerium der Justiz unter Ministerpräsident Hans Ehard (Kabinett Ehard I, II). Von 1951 bis 1953 war er im Landtag Vorsitzender des Ausschusses für Staatshaushalt und Finanzfragen. Am 2. Juni 1953 wechselte Lacherbauer zur Bayernpartei (BP) über. Noch am gleichen Tag wurde er zum stellvertretenden Vorsitzenden der BP-Landtagsfraktion gewählt. Von 1954 bis zum 19. Juni 1957 war er Vorsitzender der BP-Fraktion. Darüber hinaus war er von 1955 bis 1957 Vorsitzender des Ausschusses für Geschäftsordnung und Wahlprüfung.